# Бульбашка доткомів

Індекси NASDAQ котирування акцій високотехнологічних компаній

Бульбашка доткомів — економічна бульбашка, яка існувала у період приблизно з 1995 по 2001 рік. Кульмінація сталася 10 березня 2000 року, коли індекс NASDAQ досяг позначки у 5132,52 пункти протягом торгів і впав до 5048,62 при закритті.
Бульбашка утворилася в кінці XX століття в результаті зльоту акцій інтернет-компаній (переважно американських), появи великої кількості нових інтернет-компаній та переорієнтування старих компаній на інтернет-бізнес. Акції компаній, що пропонували використовувати Інтернет для отримання доходу, нечувано злетіли в ціні. Такі високі ціни виправдовували численні коментатори і економісти, які стверджували, що настала «нова економіка», насправді ж ці нові бізнес-моделі виявилися неефективними, а значні кошти, витрачені, в основному, на рекламу і великі кредити, призвели до хвилі банкрутств, сильного падіння індексу NASDAQ, а також обвалу цін на серверні комп'ютери.
Остання частина періоду доткомів була зміною різких підйомів і обвалів, хоча сам інтернет-бум прийнято відносити до стабільного комерційному росту інтернет-компаній, викликаного настанням епохи всесвітньої павутини, що почалася з першого релізу веббраузера Mosaic в 1993 і тривала всі 1990-ті роки.